# الیوت کارتر

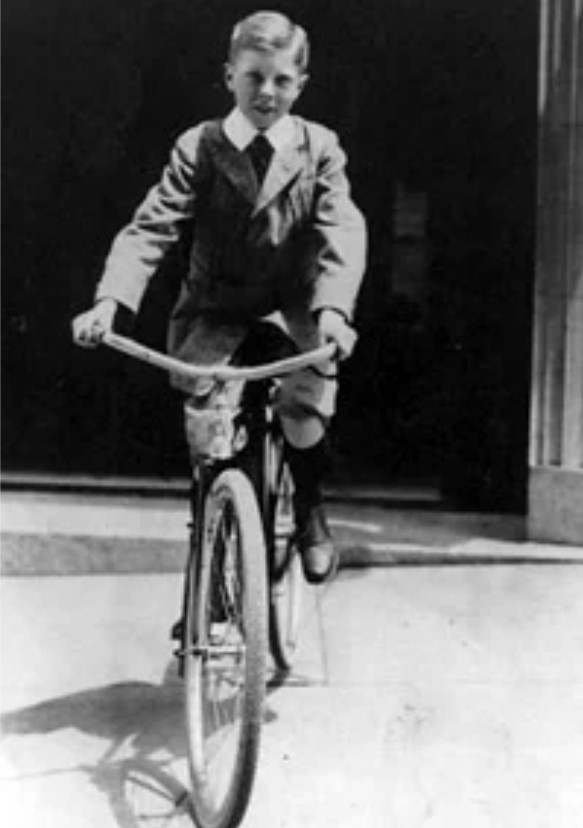
الیوت کارتر، آهنگ‌ساز و موسیقی‌دان آمریکایی- ۱۹۱۷

الیوت کارتر (به انگلیسی: Elliott Carter) آهنگساز و موسیقی‌دان شهیر آمریکایی قرن بیستم، در ۱۱ دسامبر ۱۹۰۸ در نیویورک به دنیا آمد.
او موسیقی را در دانشگاه هاروارد، سپس در پاریس نزد نادیا بولانژه فراگرفت و در دانشگاه کلمبیا و «مدرسه موسیقی جولیارد» به آموزش آن پرداخت.
آشتایی او با چارلز آیوز و تشویقهای او الیوت کارتر را به سمت آهنگسازی کشاند. آثار او پیش از دهه چهل بیشتر زیر تأثیر آهنگسازان کلاسیک نو همچون ایگور استراوینسکی و پل هیندمیت قرار داشت اما در سالهای چهل او به سبک شخصی خود دست یافت.
الیوت کارتر در ۵ نوامبر ۲۰۱۲ در سن ۱۰۳ سالگی درگذشت.

## برخی از آثار
- سوئیت کانونیک برای چهار ساکسفون
- هشت قطعه برای تیمپانی
- باله پوکاهونتاس
- اپرای «بعد چی ؟»
- کنسرتوهایی برای هورن، فلوت، ویلن، ویلنسل

## گفتگو با آهنگساز
- bruceduffie
- edwebproject
- charlierose
- boosey
- counterstreamradio
- newmusicbox بایگانی‌شده  در ۱۶ فوریه ۲۰۰۹ توسط Wayback Machine
- musicmavericks.publicradio

## شنیدن آثار
- چند اثر از کارتر
- چهار اثر از کارتر
- چند اثر دیگر از کارتر
- youtube